# Heinrich Kadich von Pferd
Heinrich Kadich von Pferd, auch Heinrich Kadich Edler von Pferd, (* 5. Juni 1865 in Brünn; † 25. Februar 1918 in Wien) war ein Hofrat, Genealoge, Verwaltungsbeamter und Heraldiker.
Wiener Zeitung Juni 1871: (über den Pferdezüchter und späteren Generalmajor Heinrich Kadich von Pferd (Senior))

„Se. Majestät hat mit Allerhöchst unterzeichnetem Diplom dem Oberst-Leutenant und Kommandanten des Staats-Hengstendepots in Klosterbruck, Heinrich Kadich, den Adelsstand mit dem Ehrenworte ‚Edler‘ und dem Prädikats ‚Pferd‘ allergnädigst zu verleihen geruht.“

Er studierte an der Universität Wien. Im Jahr 1891 promovierte er zum Dr. jur. Er war danach als Jurist im österreichischen Ackerbauministerium in Wien als Sektionschef beschäftigt. Kadich war Referent für Viehzucht und Viehverwertung. Auf dem internationalen Fischereikongress im Jahr 1908 war er Delegierter von Österreich. Ab 1909 leitete er die Abteilung für Genossenschaftswesen im Ackerbau-Ministerium.
Sein Bruder war Hans Kadich von Pferd (* 12. Januar 1864 in Brünn; † 7. September 1909, Hamburg) und als Naturforscher (Die Fauna der Herzegowina, 1888.) und Erzähler (Aus dem Tagebuch eines Fährtensuchers, 1888) bekannt geworden. Beide sind Söhne eines Pferdezüchters.
Viele heraldischen Abhandlungen sind in den Jahren 1886 bis 1890 nachweisbar. Besonders ist die Mitarbeit am „Neuen Siebmacher“ ab 1888 hervorzuheben. Viele Publikationen waren auf dem Gebiet seiner Tätigkeit.

## Werke
- Über die Standeserhebungen durch die Reichsvikare. 1886.
- Die Kleinodien der Schützengesellschaften. 1887.
- Das Landeskulturschutzorgan in Tirol und Vorarlberg. 1897.
- Jagd- und Landwirtschaft in Österreich. 1898.
- mit Konrad Blažek: Der mährische Adel (= J. Siebmacher’s grosses und allgemeines Wappenbuch. Vierten Bandes zehnte Abtheilung). Bauer & Raspe, Nürnberg 1899 (online beim GDZ).
- Das Fürstendiplom der Grafen von Cilli. 1890.
- Aus dem Tagebuch eines Sonntagsjägers. 1902.
- Das Landeskulturschutzorgan in Niederösterreich. 1903.